# Circuit Internacional d'Adria
El Circuit Internacional d'Adria, també anomenat Adria International Raceway, és un circuit dedicat a les curses de motor a prop d'Adria a la regió del Veneto al nord d'Itàlia. És un circuit permanent de 2,702 km (1,679 milles) de longitud.
El circuit és seu de proves del Campionat FIA GT, Fórmula 3 italiana, Campionat de turismes alemany i la Fórmula 3 Euroseries.